# Sistema Hidrológico de Shisanling

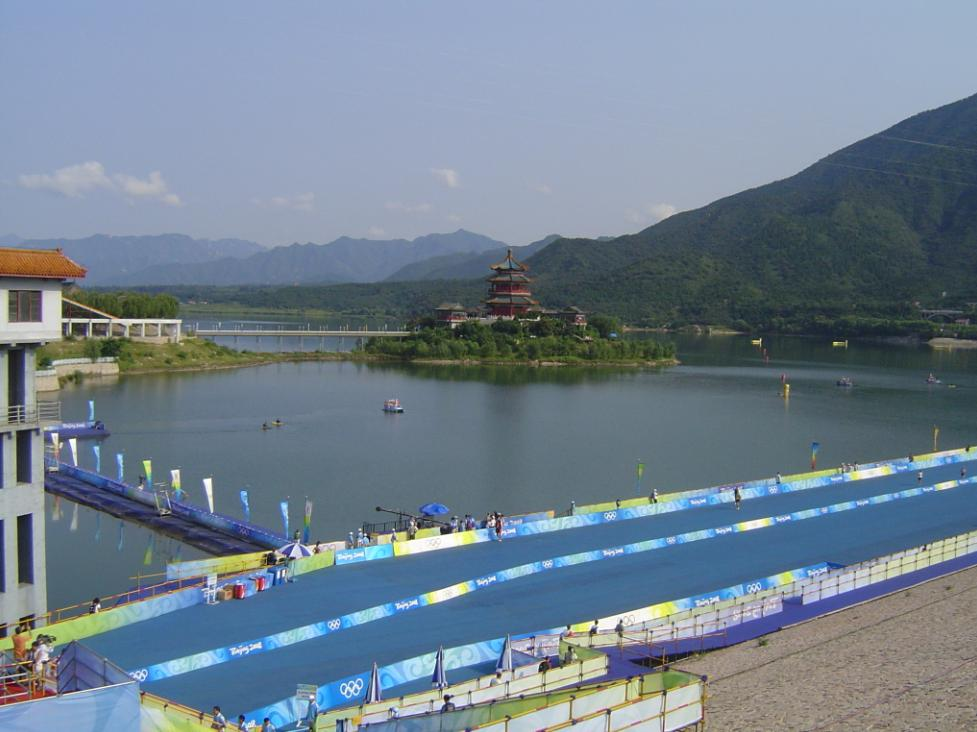
Instalações do triatlo na Represa de Shisanshing.

O Sistema Hidrológico de Shianshing é um sistema hidrológico que engloba dois lagos localizados entre o Distrito de Changping e o de Distrito de Yanqing,localizados na região norte de Pequim,capital da República Popular da China.O sitema é parte integrante da rede que produz energia hidroelétrica e também do abastecimento de água potável da cidade.Ele tem a capacidade total de armazenamento de 81 milhões de metros cúbicos de água. A usina hidroéletrica foi construída entre as montanhas Mang e Hanbao,entre 1984 e 1995 com um comprimento total de 627 metros, uma altura de 29 metros, com uma profundidade aproximada de 180 metros e uma largura de topo de 7,5 metros e fazia parte dos projetos elaborados por Mao Zedong durante o Grande Salto Adiante.
O lago mais baixo, localizado no Distrito de Changping e que também nomeia a represa foi a sede do triatlo,durante os Jogos Olímpicos de Verão de 2008 que foram realizados na cidade recebendo de forma provisória uma infraestrutura para mais de 10 mil pessoas. .

## Composição do Sistema

### Represa de Baihebao
É o reservatório superior da Central Hidroelétrica e Hidráulica de Shisanling.Ela coleta água de pequenos riachos e córregos da região,além de capitar água do Rio Branco que atravessa o distrito de Yanqin e foi construído em 1983.Tem uma capacidade máxima de armazenamento do reservatório é de 69,2 milhões de metros cúbicos e recebe água coletada de uma área de 2.657 quilômetros quadrados e a altitude é de 587,6 metros.

### Represa de Shishianshing
É o reservatório inferior da Central Hidroelétrica e Hidráulica de Shisanling. A barragem de terraplenagem tem 29 metros (95 pés) de altura e 627 metros (2.057 pés) de comprimento. A barragem cria um reservatório que pode armazenar 59 milhões de metros cúbicos de água e contém um vertedouro de vazão controlada.Por causa de sua beleza cênica, ali durante muitos anos abrigou o Beijing Nine Dragons Amusement Park que foi o primeiro parque temático a funcionar em solo chinês,pelo mesmo motivo,a represa ainda sediou os eventos do triatlo durante os Jogos Olímpicos de Verão de 2008,recebendo uma infraestrutura provisória que poderia comportar até 10 mil pessoas.Por motivos ambientais,em 18 de setembro de 2008, o acesso de civis a represa foi proibido e consequentemente o parque foi fechado. 
Esta represa batizou também o sistema hidrológico por causa de sua proximidade aos sítios arqueologicos da Dinastia Ming.Além de ser uma das principais fontes de água potável para a cidade, nas margens está a Central Hidroelétrica e Hidráulica de mesmo nome,que tem quatro turbinas reversiveis com a capacidade de produção estimada em mais de 800 MW.

## Planejamento e Execução  da Obra
O projeto original foi elaborado por Mao Zedong e seria totalmente executado durante o Grande Salto Adiante servindo de base e de teste para o envolvimento da população de forma voluntária nas ações que seriam realizadas dali em diante. Para que isso acontecesse, Mao usou a mídia estatal para anunciar o começo das obras, indo trabalhar pessoalmente nelas no dia de seu início (20 de janeiro de 1958). Do dia seguinte até o dia 28 de abril, mais de 400.000 pessoas compareceram de forma voluntária ao canteiro de obras para trabalhar que somaram juntas um trabalho de 8,7 milhões de dias. Entre abril e junho, mais de 100 mil pessoas trabalharam diariamente na obra que ficou suspensa durante o período da Revolução Cultural sendo retomada apenas em 1974,quando foi iniciado planejamento da segunda etapa. A localização do lago baixo também é estratégica, pois ele serve como uma forma de proteção das inundações na região que eram comuns e que também colocavam em risco os sítios arqueológicos restantes da Dinastia Ming que são vizinhos ao represa baixa.Outra área arqueológica vizinha que também corria risco eram as Cavernas de Guyaju.Após diversos atrasos em sua obra ,a represa de Baihebao foi concluída em 1983.As obras de conexão entre os dois lagos e da hidroelétrica tiveram inicio em 1988 e duraram 7 anos terminando apenas em 1995.AS operações da hidroelétrica começaram logo em seguida ao término de sua construção. A capacidade total do sistema foi atingida já no primeiro semestre de 1996.

## Infraestrutura usada durante os Jogos Olímpicos de Verão de 2008
- Tipo: temporário
- Assentos fixos: 0
- Assentos temporários: 10.000
- Início das obras: abril de 2006